# Kolozsvári Agrártudományi és Állatorvosi Egyetem
A Kolozsvári Agrártudományi és Állatorvosi Egyetem, régi nevén Gazdasági Akadémia a város harmadik legnagyobb egyeteme.
Az Erdélyi Gazdasági Egylet kezdeményezésére jött létre 1869-ben Kolozsmonostori Gazdasági Tanintézet néven a Római Katolikus Státustól bérelt birtokon. Első igazgatója Kodolányi Antal volt. 1906-ban magyar királyi gazdasági akadémiai rangra emelték. Első épületét 1873-ban építették. A kert kialakítását a darmstadti főkertész, Ritter Gerhard vezette. 1932-ben új központi épületet kapott.
A képzés eredetileg hároméves volt, majd az impériumváltás után a román tannyelvű intézetben 1921-től kezdve három év elméleti oktatás után egy további gyakorlati évet tettek kötelezővé. 1929 óta a képzési idő öt év. 1938-ban az intézményt a Temesvári Politechnika mezőgazdasági karává tették, így működött 1948-ig. 1940-ben, a második bécsi döntés következményeként, a kar fizikailag is Temesvárra költözött, és Kolozsváron a tanítás ismét magyar nyelven folyt egészen 1946-ig, amikor megszüntették, és csak románul tanítottak. 1948-tól 1959-ig ismét volt magyar tagozat, azután már csak románul oktattak. 1959-ben állattenyésztési, 1968-ban állatorvosi kart létesítettek. Jelenleg öt karral működik: mezőgazdaság, kertészet, élelmiszeripar, állattenyésztés és biotechnológia, valamint állatorvosi.
A diákok létszáma a kezdeti 40-ről az 1903/1904-es tanévre 150-re növekedett, az 1920-as években több mint száz volt, az 1930-as évek végére háromszázra nőtt. Ugyanebben az időszakban a tanárok száma 22-ről 41-re emelkedett.

## Híres tanárai
- Balás Árpád
- Csávossy György
- Csűrös István
- Kodolányi Antal
- Kós Károly
- Lám Béla
- Nyárády Erazmus Gyula
- Pap István
- Palocsay Rudolf
- Páter Béla
- Veress István